# Cordillera de Barisan
La cordillera de Barisan es una cadena montañosa de Indonesia que discurre por la parte occidental de la isla de Sumatra, con una longitud de casi 1700 km. Consiste principalmente de volcanes envueltos en espesa jungla. El pico más alto de la cordillera es el monte Kerinci con 3805 metros. El parque nacional de Bukit Barisan Selatan está situado hacia el extremo sur de la cordillera.
El nombre Bukit Barisan en realidad significa "hilera de colinas" o "colinas que hacen una hilera" en indonesio y malayo, porque la cordillera se extiende de extremo a extremo a lo largo de la isla de Sumatra.